# День физкультурника

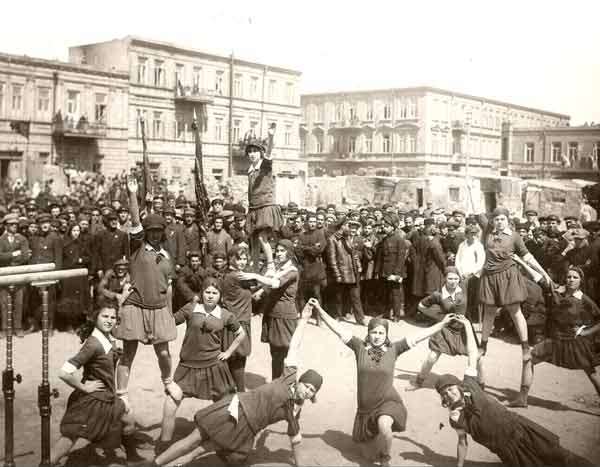
Баку в 1920-е годы. День физкультурника

День физкульту́рника — праздничная дата, которая отмечалась в СССР во вторую субботу августа на основании указа президиума Верховного Совета СССР № 3018-Х «О праздничных и памятных днях» от 1 октября 1980 года, в редакции указа Верховного Совета СССР № 9724-XI «О внесении изменений в законодательство СССР о праздничных и памятных днях» от 1 ноября 1988 года.
День физкультурника отмечается с 1939 года.
Этот праздник получил широкое распространение в первые десятилетия советской власти в 1920—1930-х годах, когда был внедрён лозунг, взятый у Ювенала «в здоровом теле — здоровый дух».
День физкультурника входил в число праздников, по которым военнослужащим РККА выдавалась водка («наркомовские 100 грамм»).